# آسیابک چهارنقطه‌ای دنباله‌کن

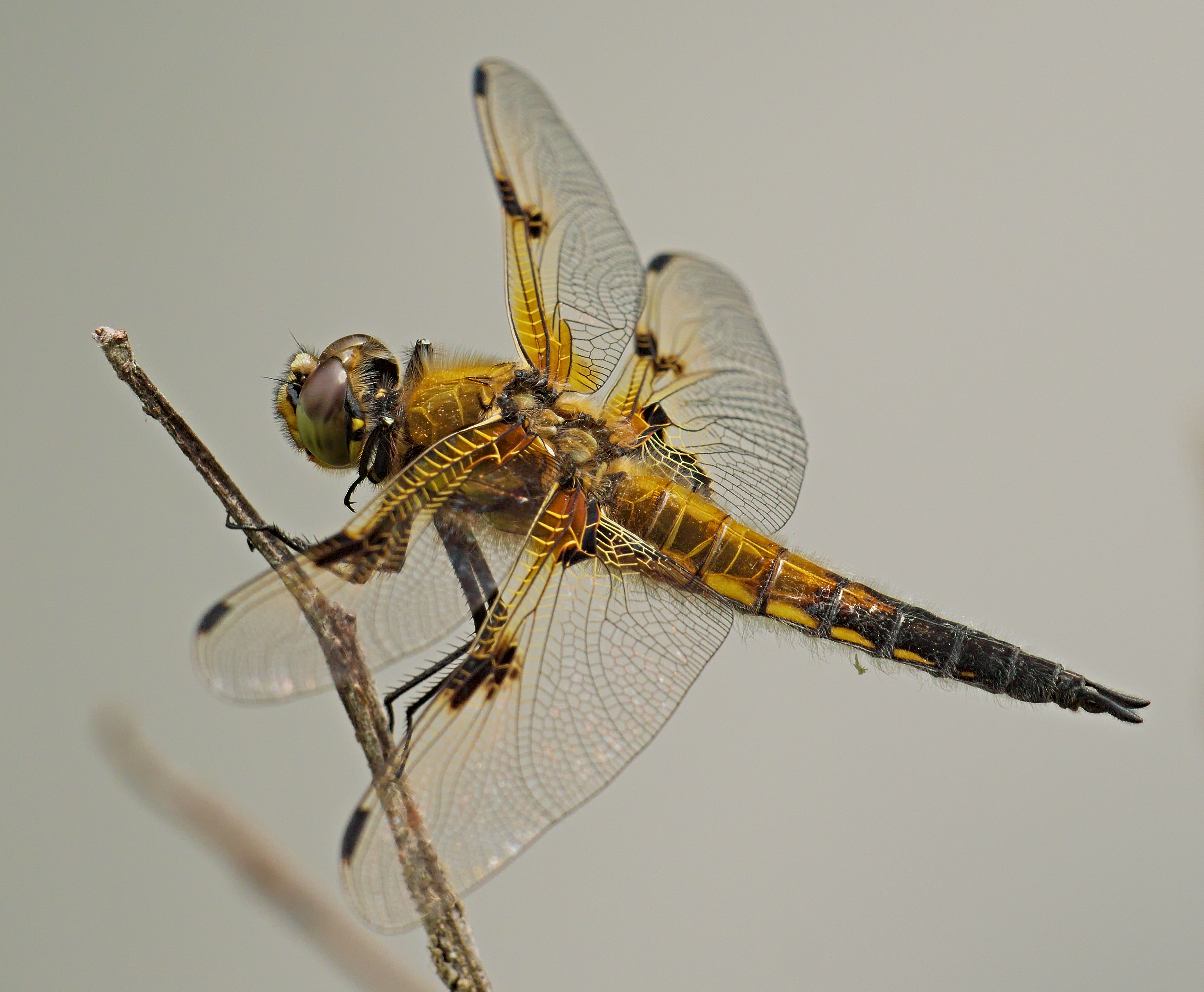
نگاره‌ای از یک آسیابک چهارنقطه‌ای دنباله‌کن. این حشره نخستین‌بار در سال ۱۷۵۸ میلادی، توصیف‌شد.

آسیابک چهارنقطه‌ای دنباله‌کن (نام علمی: Libellula quadrimaculata)، آسیابکی از تیرهٔ آسیابک‌های آب‌نشین است که به‌طور گسترده‌ای در اروپا، آسیا و آمریکای شمالی یافت می‌شود. حشرات بالغ بین آوریل تا اوایل سپتامبر در انگلستان و از اواسط ماه مه تا اواسط ماه اوت در ایرلند پیدا می‌شوند. چرخه رشد لاروها دوساله است. بزرگسالان به‌طور عمده از پشه‌ها، حشرات دوبال و مگس‌های کوچک، و لاروها عمدتاً از لارو دیگر حشرات آبزی و نوزادان قورباغه تغذیه می‌کنند.
شکل متفاوتی از این حشره به نام praenubila Newman وجود داردکه بال‌هایش به نحو اغراق‌آمیزی نقطه دارند، گفته می‌شود که این مسئله به درجه حرارت آب در مرحله رشد لارو بستگی دارد، و در اروپا بیش از آمریکا رایج است.
آسیابک چهارنقطه‌ای دنباله‌کن حشره رسمی ایالت آلاسکا است.